# 落合治吉
落合 治吉（おちあい はるよし、生年不詳 - 弘治3年2月15日（1557年3月25日））は、戦国時代の武将、信濃国水内郡葛山城主。通称は備中守。
家系は源平時代の武将根井行親の子落合兼行を祖とする、滋野氏の末裔。
最初は村上義清、その没落後は長尾景虎（上杉謙信）に属して、武田信玄の北信侵攻に抵抗する。弘治3年（1557年）真田幸隆の調略で一門の離反を招き、その後の武田軍の猛攻によって城は落城、自身も戦死した。
20世紀になって長野市の松参寺に供養塔が設けられた。